# Cyphostemma natalitium
Cyphostemma natalitium är en vinväxtart som först beskrevs av Szyszl., och fick sitt nu gällande namn av J. van der Merwe. Cyphostemma natalitium ingår i släktet Cyphostemma och familjen vinväxter. Inga underarter finns listade i Catalogue of Life.